# Jannie igen
|  | Denne artikel er oprettet af botten Steenthbot ud fra en ekstern database. Den kan derfor have sproglige fejl eller mangler. Denne skabelon kan fjernes efter kontrol af indholdet. |

Jannie igen er en dansk dokumentarfilm fra 1984 instrueret af Karl Jensen.

## Handling
Programmet fortæller om, hvordan Jannie blev til. Der vises en lang række eksempler på råoptagelser og med citater fra Jannie kan man følge arbejdet og det endelige resultat. På lydsiden fortælles om ideen, forarbejdet, planlægning og problemer i forbind